# Tadeusz Malinowski (generał)
Tadeusz Malinowski (ur. 14 lipca 1888 w Wadowicach, zm. 4 maja 1980 w Londynie) – generał brygady Wojska Polskiego, członek Komendy Naczelnej Związku Legionistów Polskich od 1936 roku, kawaler Orderu Virtuti Militari.

## Życiorys
Studia prawnicze odbył w Krakowie, należał do Polowych Drużyn Sokolich.
Od sierpnia 1914 do lipca 1917 służył w Legionach Polskich, początkowo w 2 pułku piechoty, w listopadzie 1916 osiągając stopień podporucznika. Po bitwie kaniowskiej był internowany przez Niemców. Z internowania zbiegł do Kijowa, a następnie przedostał się do Francji, gdzie (już po awansie na kapitana) był szefem Oddziału Organizacyjnego Armii generała Hallera.
1 czerwca 1919 został awansowany na podpułkownika. 2 sierpnia 1919 roku został mianowany szefem Sekcji „Z” w Departamencie I Mobilizacyjno-Organizacyjnym Ministerstwa Spraw Wojskowych w Warszawie, której zadaniem było „zjednoczenie Wojsk Polskich sformowanych za granicą z armią krajową” oraz „załatwienie wszystkich kwestii dotyczących likwidacji armii gen. Hallera, jako odrębnej armii sformowanej we Francji”. 11 czerwca 1920 roku został zatwierdzony z dniem 1 kwietnia 1920 roku w stopniu podpułkownika, w piechocie, w grupie oficerów byłej armii gen. Hallera. Pełnił wówczas obowiązki szefa Biura Prezydialnego Ministerstwa Spraw Wojskowych. Latem 1920 roku pełnił służbę w Sztabie Armii Ochotniczej.
Od sierpnia do grudnia 1920 pełnił funkcję szefa sztabu 2 Dywizji Piechoty Legionów. Następnie do 1923 roku zajmował stanowisko szefa Oddziału V Sztabu Ministerstwa Spraw Wojskowych, a następnie Oddziału V Sztabu Generalnego. 3 maja 1922 roku został zweryfikowany w stopniu podpułkownika ze starszeństwem z dniem 1 czerwca 1919 roku i 61. lokatą w korpusie oficerów piechoty. 2 listopada 1923 roku został „odkomenderowany na jednoroczny kurs doszkolenia w Wyższej Szkole Wojennej w Warszawie”. 31 marca 1924 roku awansował na pułkownika ze starszeństwem z dniem 1 lipca 1923 roku i 12. lokatą w korpusie oficerów piechoty. 15 października 1924 roku, po ukończeniu kursu i otrzymaniu dyplomu naukowego oficera Sztabu Generalnego, został przydzielony do dyspozycji Ministerstwa Spraw Wojskowych. Z dniem 1 marca 1925 roku został przeniesiony do 52 pułku piechoty w Złoczowie na stanowisko dowódcy pułku. 17 marca 1927 roku został mianowany dowódcą piechoty dywizyjnej 21 Dywizji Piechoty Górskiej w Bielsku. 15 stycznia 1930 roku Prezydent RP mianował go dowódcą 17 Wielkopolskiej Dywizji Piechoty w Gnieźnie.
10 listopada 1930 roku Prezydent Rzeczypospolitej Ignacy Mościcki nadał mu stopień generała brygady ze starszeństwem z dniem 1 stycznia 1931 roku i 2. lokatą w korpusie generałów. Jednocześnie zezwolił mu na nałożenie oznak nowego stopnia przed 1 stycznia 1931 roku.
W marcu 1936 roku został wyznaczony na stanowisko zastępcy szefa Sztabu Głównego (nominację otrzymał 15 kwietnia 1936 zastępując pełniącego te obowiązki płk. Macieja Bardela) i kierownika Sekretariatu Komitetu Obrony Rzeczypospolitej.
Po kampanii wrześniowej znalazł się we Francji, gdzie pracował w Komisji Ewakuacyjnej Rodzin Ministerstwa Spraw Wojskowych. Po ewakuacji do Wielkiej Brytanii był szefem Biura do Spraw Rodzin Ministerstwa Obrony Narodowej, a od maja do października 1942 I zastępcą wiceministra obrony narodowej. W tym samym resorcie był następnie szefem Biura Oświaty i Opieki nad Żołnierzami. W latach 1945–1947 wchodził w skład Komisji Doradczej Naczelnego Wodza oraz kierował pracami Funduszu Społecznego Żołnierzy.
Pozostał w Londynie do końca życia. 26 września 1946 władze komunistyczne pozbawiły go obywatelstwa polskiego, które przywrócono mu w 1971 roku. W okresie od 18 stycznia do 11 sierpnia 1954 roku sprawował urząd kierownika Ministerstwa Obrony Narodowej w rządzie Jerzego Hryniewskiego.

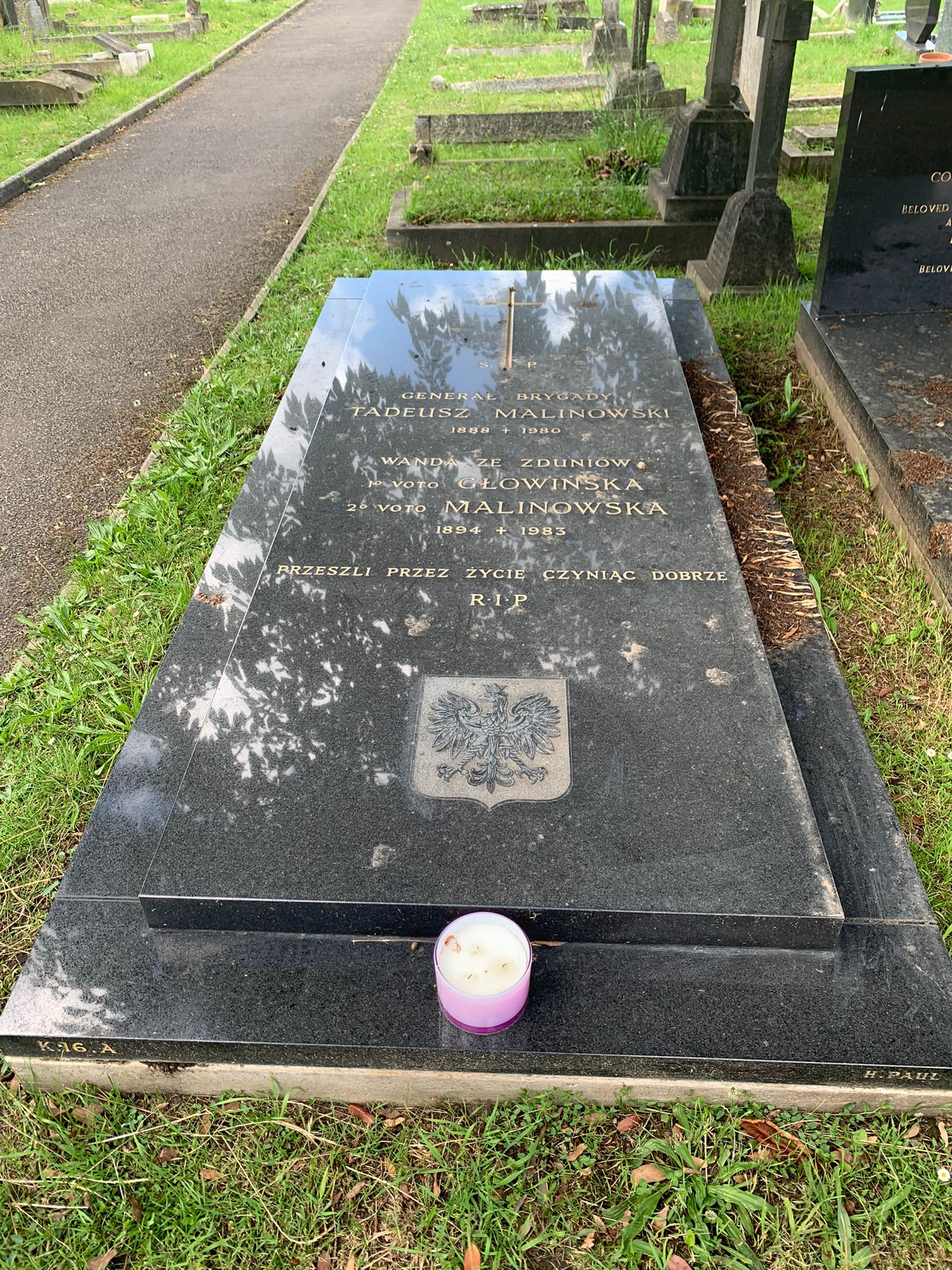
Grób Tadeusza Malinowskiego

Zmarł 4 maja 1980 roku w Londynie. Został pochowany w polskiej części cmentarza Gunnersbury (Sq. K, gr. 16 A.).

## Ordery i odznaczenia
- Krzyż Srebrny Orderu Wojskowego Virtuti Militari (1921)[11][12]
- Krzyż Komandorski Orderu Odrodzenia Polski (1938)[13]
- Krzyż Niepodległości (2 sierpnia 1931)[14]
- Krzyż Oficerski Orderu Odrodzenia Polski (2 maja 1922)[11][15]
- Krzyż Walecznych (czterokrotnie: po raz 3 i 4 w 1921)[16][17]
- Złoty Krzyż Zasługi (18 marca 1932)[18]
- Medal Pamiątkowy za Wojnę 1918–1921[11]
- Medal Dziesięciolecia Odzyskanej Niepodległości[11]
- Złota Odznaka Honorowa Ligi Obrony Powietrznej i Przeciwgazowej I stopnia[19]
- Komandor Orderu św. Sawy (Jugosławia)[11][11]
- Komandor Orderu Legii Honorowej (Francja, 1937)[11][20]
- Kawaler Orderu Legii Honorowej (Francja, 1921)[11][21]
- Medal Pamiątkowy Wielkiej Wojny (Francja)[11]
- Komandor Orderu Korony Rumunii (Rumunia)[11]
- Oficer Orderu Korony (Belgia)[11]
- Order Krzyża Orła II klasy (Estonia, 1937)[22]
- Medal Zwycięstwa (międzysojuszniczy, 1921)[11][23]
- Odznaka pamiątkowa Sztabu Generalnego